# Palinopsia
La palinopsia es un fenómeno  poco frecuente que consiste en la percepción reiterada de imágenes por parte de un individuo tras la desaparición del estímulo visual que las originó. El término deriva de la palabra griega palin (de nuevo) y opsis (visión), por lo que literalmente significa ver de nuevo.
Las personas que presentan este síntoma ven de forma recurrente imágenes o escenas que presenciaron horas o días antes. Técnicamente es un fenómeno que se considera un tipo de alucinación, aunque se diferencia claramente de las que aparecen en ciertas enfermedades mentales como la esquizofrenia, entre otras razones porque no ocasionan una respuesta emocional tan intensa por parte del paciente que las identifica  con claridad como escenas de su vida cotidiana que se repiten de forma reiterada como si fueran ecos visuales. Sin embargo algunas personas si pueden presentar ansiedad o angustia tras experimentar el fenómeno.
Están causada generalmente por una lesión en el lóbulo occipital o parietal del cerebro que puede estar originada por varias enfermedades, entre las que se incluyen: Tumor cerebral, traumatismo craneoencefálico, accidente vascular cerebral y epilepsia. En ocasiones es un efecto secundario de algunos medicamentos, como ciertos antidepresivos.
Aunque existen varias teorías que intentan explicar los mecanismos fisiológicos y bioquímicos que ocasionan este fenómeno, aún no se sabe con certeza por qué se produce.